# 姫乃木つばさのMAKE SOME NOISE!
『姫乃木つばさのMAKE SOME NOISE!』は2018年7月から放送開始されているインターネットラジオ番組。制作はAG-promotion。

## 概要
主に美少女ゲームの音響制作を手がけるAG-promotionがプロデュースする番組で過去、不定期に配信されていたMAKE SOME NOISE!の冠がついた番組でありほぼ定期放送に格上げされた形となる。
パーソナリティを担当する姫乃木にとっては初パーソナリティの番組となっている。　配信形態はYoutube Liveでの配信であり配信中にコメントの投稿もできる他、お便り募集にはTwitterハッシュタグ「#つばさのMSN」での投稿も可能。基本的には毎回ゲストを加えた2名での進行がメインである

## パーソナリティー
- 姫乃木つばさ

## ゲスト
- レギュラーゲスト
- 広深香菜
- 2018年12月配信回SPゲスト
- 花澤さくら

## コーナー

### 現在実施されているコーナー
- ふつおた

オープニングや普通のおたよりを読むコーナー。
- おしえてつばさ姫

毎回募集した言葉やお悩みなどを姫乃木扮するつばさ姫がなんでも回答/解説してくれるコーナー。
- はんなりバリカタ!をみんなで聴こう

AG-promotion Radio Clubで配信中のはんなりバリカタ!をまるっと実況するコンテンツ使い回しのコーナー